# هارون إتش. غروت
هارون إتش. غروت هو محامي وضابط وسياسي أمريكي، ولد في 18 يناير 1879 في روك أيلاند في الولايات المتحدة، وتوفي في 29 ديسمبر 1966 في برلينغتون في الولايات المتحدة. نشط حزبياً في الحزب الجمهوري. وقد انتخب عضو مجلس نواب فيرمونت ‏.